# Papilio oribazus
Espèce
Papilio oribazus ou Malachite à queue malgache est une espèce de lépidoptères (papillons) de la famille des Papilionidae. Cette espèce est endémique de Madagascar.

## Description
À l'avers les ailes sont noires. Les ailes antérieures portent une bande bleu-vert vif et une à trois macules de même couleur à l'apex. Les ailes postérieures sont dentelées et prolongées par des queues noires en forme de spatule. Elles portent une bande bleu-vert et une série de macules submarginales de même couleur. La femelle est un plus claire que le mâle, les ailes antérieures portent de petites macules submarginales et les ailes postérieures ont de macules submarginales plus larges et en forme de croissants.
Au revers les ailes sont marron foncé. Les ailes antérieures portent une bande submarginale de couleur crème, élargie à l'apex. Les ailes postérieures portent des motifs complexes plus claires. Chez la femelle les motifs du revers sont orangés et la partie submarginale des ailes postérieure est pus claire que chez le mâle.

Le corps et la tête sont noirs et sont plus clairs en dessous.

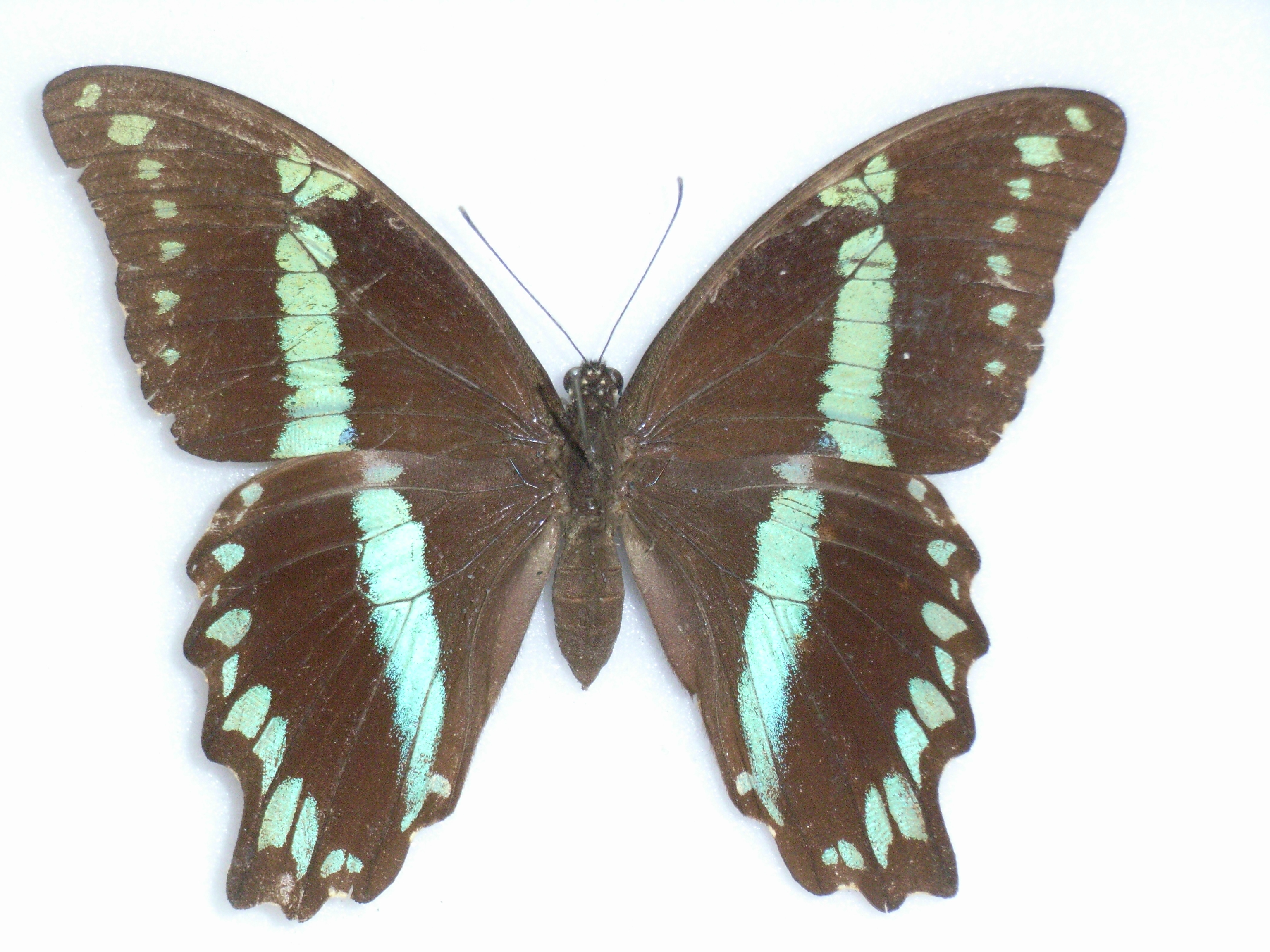
Papilio oribazus femelle
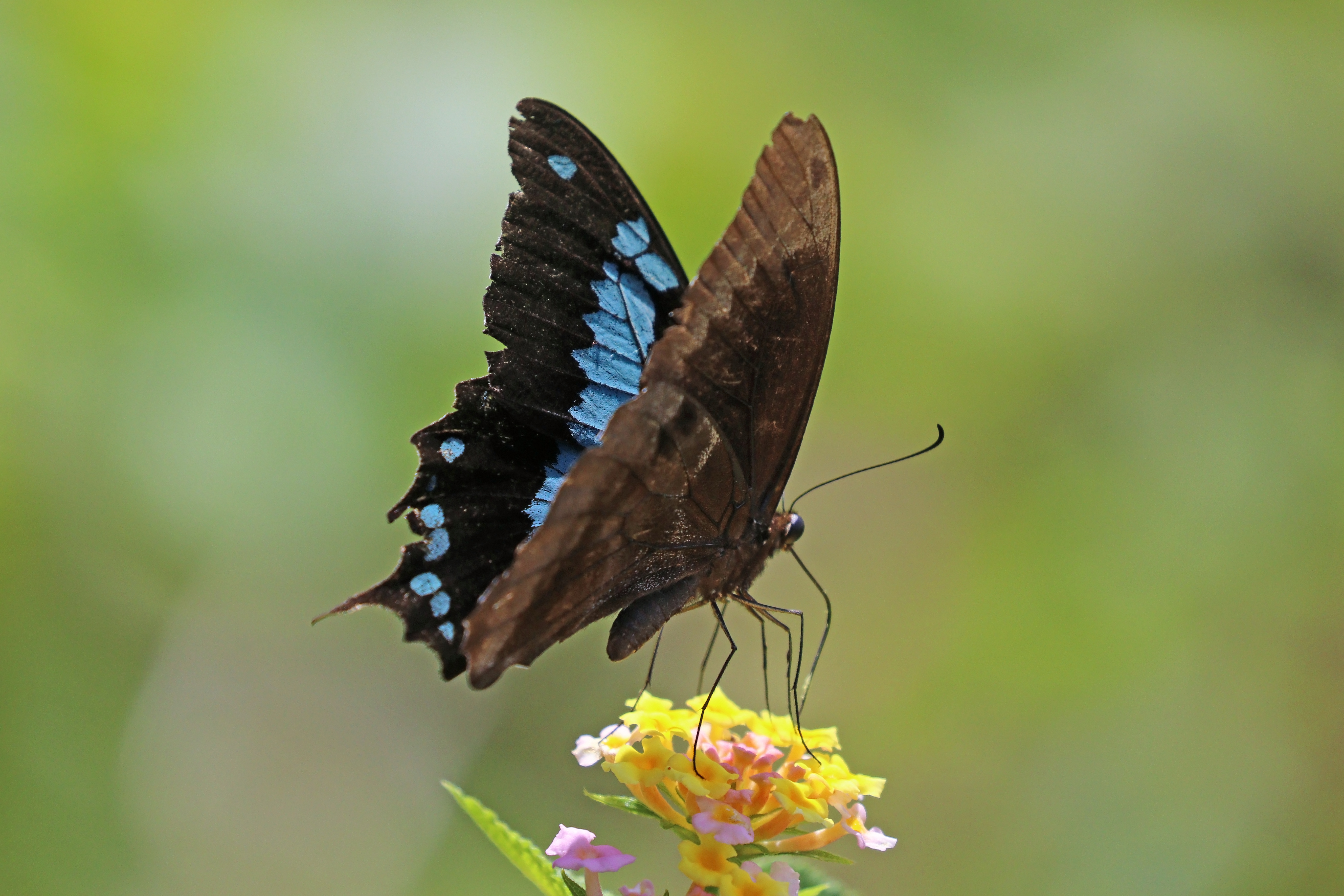
Papilio oribazus, ailes refermées.

## Écologie
L'écologie de cette espèce est mal connue. La plante-hôte n'a pas été identifiée. Les stades juvéniles sont mal connus, mais la chenille passe probablement par cinq stades avant de se transformer en chrysalide, et la chrysalide est probablement maintenue tête en haut par une ceinture de soie, comme chez les espèces proches.
Les adultes volent à la lisière des forêts et dans les forêts et se nourrissent du nectar des fleurs.

## Habitat et répartition
Papilio oribazus est endémique de Madagascar, située dans l'écozone afrotropicale. Il s'agit d'une espèce forestière.

Madagascar (localisation)
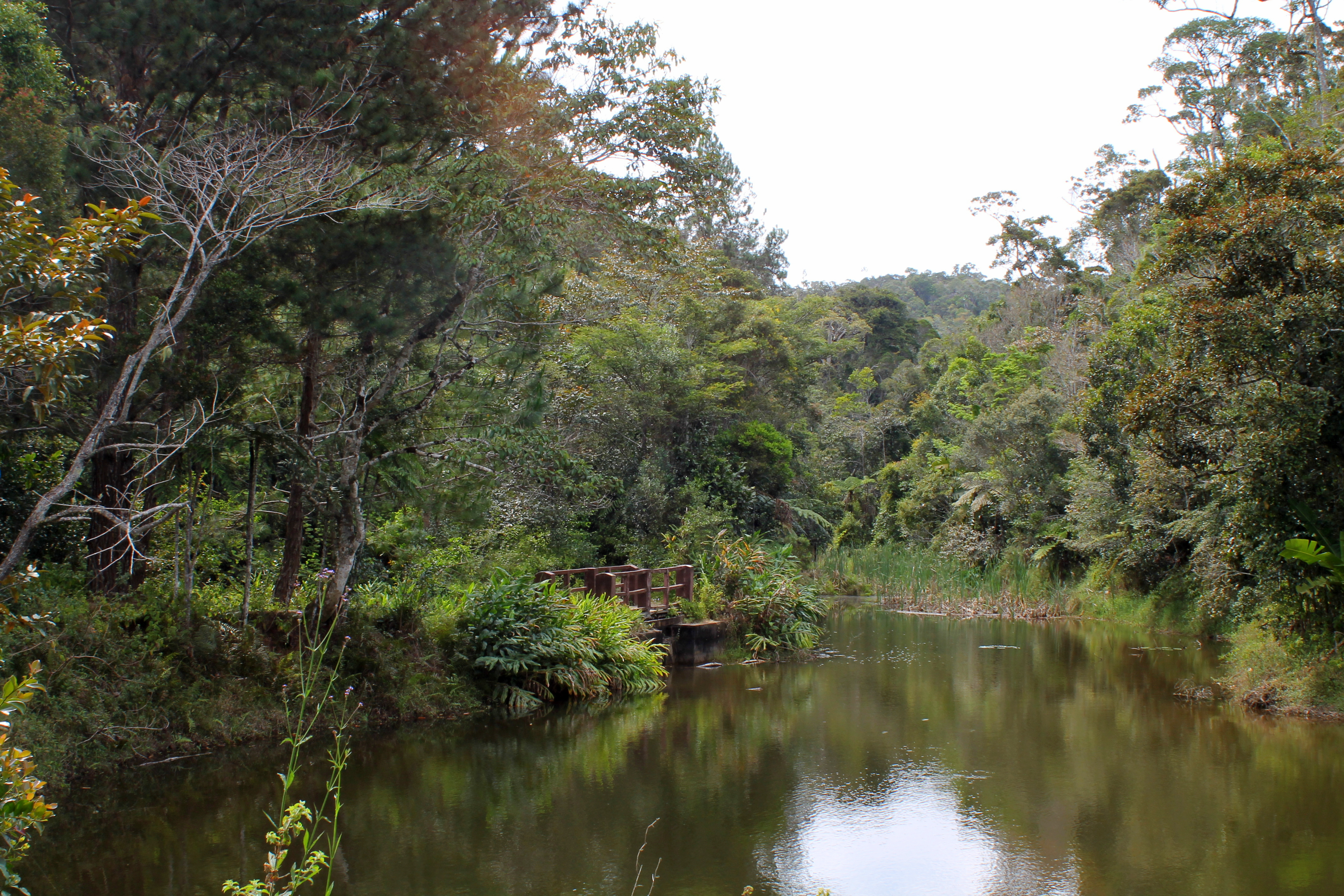
Parc national d'Andasibe (Madagascar)

## Systématique
L'espèce Papilio oribazus a été décrite pour la première fois en 1836 par l'entomologiste Jean-Baptiste Alphonse Dechauffour de Boisduval dans Histoire naturelle des insectes : spécies général des lépidoptères. Papilio oribazus appartient au groupe de Papilio nireus, qui comprend une quinzaine de Papilio africains.

## Papilio oribazuset l'Homme

### Nom vernaculaire
Papilio hornimani est appelé en anglais "Malagasy Tailed Malachite"

### Menaces et conservation
Cette espèce n'est pas évaluée par l'UICN. Son statut est inconnu.